# Mörschied
Mörschied település Németországban, Rajna-vidék-Pfalz tartományban. Lakosainak száma 718 fő (2023. december 31.).

## Népesség
A település népességének változása:
| Lakosok száma | 798  | 811  | 812  | 746  | 738  | 718  |
|               | 1975 | 2017 | 2019 | 2021 | 2022 | 2023 |